# ماهیگیری لانگ‌لاین

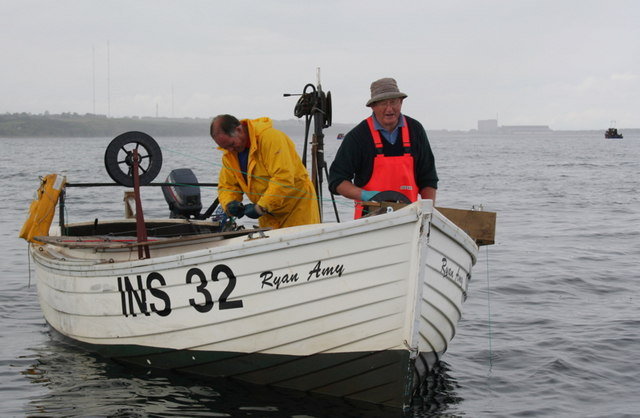
لانگ‌لاین برای صید mackerel

ماهیگیری لانگ‌لاین (به انگلیسی: Longline fishing)، ماهیگیری با رشته‌قلاب طویل یا لانگ‌لاین یک تکنیک ماهیگیری تجاری است که از یک خط اصلی طولانی با قلاب‌های طعمه‌دار استفاده می‌کند که در فواصل زمانی از طریق خطوط شاخه کوتاه به نام snoods یا gangions متصل می‌شوند. یک snood با استفاده از یک گیره یا چرخان به خط اصلی متصل می‌شود و قلاب در انتهای دیگر قرار دارد. لانگ‌لاین‌ها عمدتاً بر اساس محل قرارگیری آنها در ستون آب طبقه‌بندی می‌شوند. این نوع می‌تواند در سطح یا در پایین باشد. خطوط را نیز می‌توان با استفاده از یک لنگر تنظیم کرد یا آن را رها کرد. صدها یا حتی هزاران قلاب طعمه‌دار می‌توانند از یک خط آویزان شوند. این می‌تواند سبب مرگ و میر بسیاری از گونه‌های مختلف دریایی شود (به صید جانبی مراجعه کنید). لانگ‌لاینرها – کشتی‌های ماهیگیری که برای صید لانگ‌لاین دکل شده‌اند – معمولاً اره ماهی، ماهی تن، لوزی‌ماهی، ماهی سمور و بسیاری از گونه‌های دیگر را هدف قرار می‌دهند.
در برخی از ماهیگیری‌های ناپایدار، مانند دندان‌ماهی پاتاگونیا، ماهیگیران ممکن است به حداقل ۲۵ قلاب در هر خط محدود شوند. در مقابل، لانگ‌لاین‌های تجاری در برخی از ماهیگیری‌های قوی دریای برینگ و اقیانوس آرام شمالی معمولاً بیش از ۲۵۰۰ قلاب طعمه‌دار روی یک سری خطوط متصل به هم در طول چندین مایل می‌چرخند.
ماهیگیری لانگ‌لاین مستعد صید و کشتن تصادفی دلفین‌ها، پرندگان دریایی، لاک‌پشت‌های دریایی و کوسه‌ها است، اما کمتر از صید ترال در اعماق دریا آسیب می‌رساند.